# George D. Painter
Pour les articles homonymes, voir Painter.
George Duncan Painter, (5 juin 1914 – 8 décembre 2005), connu sous le nom de George D. Painter, est un auteur britannique, célèbre surtout comme biographe de Marcel Proust.

## Biographie
Painter nait à Birmingham. Son père est maître d'école et sa mère artiste. Il étudie les langues anciennes au Trinity College de Cambridge et par la suite donne pendant un an des cours de latin à l'Université de Liverpool. De 1938 jusqu'à la Seconde Guerre mondiale, et de nouveau après la guerre, il travaille au British Museum au département des incunables.
Publiée en 1959 et 1965, sa biographie de Proust en deux tomes est toujours considérée comme une des meilleures biographies en langue anglaise sur un homme de lettres. Le deuxième tome a valu à son auteur le Prix Duff Cooper. Son Chateaubriand qui suit (tome 1 - The Longed-For Tempests) reçoit le James Tait Black Memorial Prize en 1977.

## Œuvres
Ouvrages traduits en français
- Marcel Proust, 2 vol., Mercure de France, 1966-1968, traduit de l'anglais et préfacé par Georges Cattaui ; édition revue, en un volume, corrigée et augmentée d'une nouvelle préface de l'auteur, Mercure de France, 1992 : Tallandier, coll. « Texto », 2008
- André Gide, Mercure de France, 1968
- Chateaubriand, Une biographie, Gallimard, 1979

Ouvrages en langue anglaise
- André Gide: A Critical Biography. Détails pris d’une copie de Marcel Proust: A Biography, London, Chatto and Windus (1959)
- The Road to Sinodun (Poèmes)
- Marcel Proust: A Biography (en 2 tomes); 1959, 1965
- William Caxton: A Biography, Chatto & Windus, 1976
- The Vinland Map and the Tartar Relation (en collaboration avec R. A. Skelton et Thomas E. Marston)

Traductions vers l'anglais
- André Gide, Marshlands (Paludes) et Prometheus Misbound (Prométhée mal enchaîné)
- Marcel Proust, Letters to His Mother (Lettres à sa mère), 1956